# Le Symboliste

Le Symboliste est un hebdomadaire français lancé en octobre 1886 par Jean Moréas, Gustave Kahn et Paul Adam. Sa création suit de près la publication dans le supplément littéraire du Figaro du « Manifeste littéraire » de Jean Moréas revendiquant l'épithète « symboliste » et rejetant celle de « décadent ». Le Symboliste s'inscrit, y compris par son titre, dans une perspective polémique vis-à-vis de la revue Le Décadent d'Anatole Baju. Il n'eut toutefois que quatre numéros, du 7 au 30 octobre 1886.